# Leonard Hanson
Leonard Hanson (Bradford, West Yorkshire, 1 de novembre de 1887 – Bradford, 27 d'octubre de 1949) va ser un gimnasta artístic anglès que va competir a començament del segle xx.
El 1908 va prendre part en els Jocs Olímpics de Londres, on disputà la prova del concurs complet individual del programa de gimnàstica, tot i que es desconeix la posició final que ocupà.
Quatre anys més tard, als Jocs d'Estocolm, va guanyar la medalla de bronze en el concurs complet per equips del programa de gimnàstica, mentre en el concurs complet individual fou dotzè.